# Шунгская волость
Шу́нгская во́лость — волость в составе Повенецкого уезда Олонецкой губернии.

## Общие сведения
Волостное правление располагалось в селении Шунгский погост.
В состав волости входили сельские общества, включающие 146 деревень:
- Кажемское общество
- Кяппесельгское общество
- Пергубское общество
- Селезневское общество
- Филипповское общество

На 1890 год численность населения волости составляла 7146 человек.
На 1905 год численность населения волости составляла 7558 человек. В волости насчитывалось 1365 лошадей, 2094 коровы и 2681 голова прочего скота.
В ходе реформы административно-территориального деления СССР в 1927 году волость была упразднена, а её территория вошла в Шуньгский район.
В настоящее время территория Шунгской волости относится к Медвежьегорскому району Республики Карелия.